# Biały mazur
Biały mazur – polski film biograficzny z 1979 roku w reżyserii Wandy Jakubowskiej, zrealizowany na motywach powieści Tadeusza Hołuja Róża i płonący las.
Zdjęcia do filmu kręcono: w Warszawie (tereny przy kościele św. Anny i Mariensztacie, Zakłady Wytwórcze Lamp Elektrycznych przy ul. Karolkowej), Tarnowie (dzielnica Mościce) i Łodzi (Pałac Scheiblerów).

## Fabuła
Film w formie retrospekcji przedstawia obrazy z życia Ludwika Waryńskiego. Rozpoczyna go spotkanie rosyjskiego generała żandarmerii Orżewskiego z Waryńskim w 1889, w twierdzy w Szlisselburgu. Orżewski proponuje złagodzenie kary w zamian za podpis więźnia potępiający działania terrorystyczne. Waryński powraca do czasów działalności w ruchu studenckim w Petersburgu, przyjazdu do Warszawy i tworzenia organizacji robotniczych w fabryce Lilpoppa. Po wyjeździe do Krakowa Waryński zostaje uwięziony i postawiony przed sądem. Po zakończeniu procesu krakowskiego wyjeżdża do Genewy, gdzie spotyka rewolucjonistów rosyjskich, a także Annę Sieroszewską, z którą łączy go uczucie. Owocem tego związku jest syn, ale sam związek nie przetrwał próby czasu. Powrót do Warszawy w 1881 stanowi wstęp do tworzenia pierwszej na ziemiach polskich partii robotniczej. Działalność Waryńskiego staje się coraz bardziej ryzykowna, aż wreszcie zdradzony trafia w ręce żandarmerii.
Konsultantem historycznym filmu był historyk dziejów ruchu robotniczego Jerzy Targalski.

## Obsada aktorska
- Tomasz Grochoczyński − jako Ludwik Waryński
- Anna Chodakowska − jako Filipina Płaskowicka
- Aldona Grochal − jako Aleksandra Jentysówna
- Wojciech Alaborski − jako Henryk Dulęba
- Mieczysław Grąbka − jako Stanisław Kunicki
- Grzegorz Warchoł − jako Stanisław Mendelson
- Grażyna Barszczewska − jako Maria Jankowska
- Emilian Kamiński − jako Szymon Dickstein
- Ewa Dałkowska − jako Wiera Zasulicz
- Jerzy Rogulski − jako Ignacy Hryniewiecki
- Mieczysław Hryniewicz − jako Hieronim Truszkowski
- Maciej Góraj − jako Józef Szmaus
- Tatiana Sosna-Sarno − jako Anna Sieroszewska
- Franciszek Pieczka − jako Walery Wróblewski
- Władysław Strzelczyk − jako Aleksander III Romanow
- Marek Siudym − jako Uziembło
- Marian Dziędziel − jako Erazm Kobylański
- Halina Gryglaszewska − jako właścicielka szkoły
- Stanisław Jaroszyński − jako oskarżyciel na procesie proletariatczyków
- Jerzy Moes − jako Niemiec, rozmówca Waryńskiego
- Ryszard Olesiński − jako Stanisław Waryński, brat Ludwika
- Jacek Andrucki – jako Józef Pławiński
- Andrzej Precigs -  jako dyrektor w fabryce